# Gotham Independent Film Awards 2023
La cerimonia di premiazione della 33ª edizione dei Gotham Independent Film Awards ha avuto luogo il 27 novembre 2023. Le candidature sono state annunciate il 24 ottobre 2023.

## Vincitori e candidati
I vincitori sono indicati in grassetto, a seguito i candidati.

### Miglior film
- Past Lives, regia di Celine Song
- Passages, regia di Ira Sachs
- Reality, regia di Tina Satter
- Showing Up , regia di Kelly Reichardt
- A Thousand and One, regia di A. V. Rockwell

### Miglior documentario
- Quattro figlie, regia di Kaouther Ben Hania
- 20 Days in Mariupol, regia di Mstyslav Černov
- Against the Tide, regia di Sarvnik Kaur
- Apolonia, Apolonia, regia di Lea Glob
- Our Body, regia di Claire Simon

### Film internazionale
- Anatomia di una caduta (Anatomie d'une chute), regia di Justine Triet
- Estranei (All of Us Strangers), regia di Andrew Haigh
- Povere creature! (Poor Things), regia di Yorgos Lanthimos
- Tótem - Il mio sole (Tótem), regia di Lila Avilés
- La zona d'interesse (The Zone of Interest), regia di Jonathan Glazer

### Miglior regista esordiente
- A. V. Rockwell – A Thousand and One
- Michelle Garza Cervera – Huesera
- Raven Jackson – All Dirt Roads Taste of Salt
- Georgia Oakley – Blue Jean
- Celine Song – Past Lives

### Miglior sceneggiatura
- Justine Triet e Arthur Harari - Anatomia di una caduta (Anatomie d'une chute)
- Andrew Haigh - Estranei (All of Us Strangers)
- Samy Burch - May December
- Cristian Mungiu - Animali selvatici (R.M.N.)
- Jonathan Glazer - La zona d'interesse (The Zone of Interest)

### Miglior interpretazione protagonista
- Lily Gladstone – The Unknown Country
- Aunjanue Ellis – Origin
- Greta Lee – Past Lives
- Franz Rogowski – Passages
- Babetida Sadjo – Our Father, the Devil
- Andrew Scott – Estranei (All of Us Strangers)
- Cailee Spaeny – Priscilla
- Teyana Taylor – A Thousand and One
- Michelle Williams – Showing Up
- Jeffrey Wright – American Fiction

### Miglior interpretazione non protagonista
- Charles Melton – May December
- Juliette Binoche – Il gusto delle cose (La Passion de Dodin Bouffant)
- Penélope Cruz – Ferrari
- Jamie Foxx – Hanno clonato Tyrone
- Claire Foy – Estranei (All of Us Strangers)
- Ryan Gosling – Barbie
- Glenn Howerton – BlackBerry
- Sandra Hüller – La zona d'interesse (The Zone of Interest)
- Rachel McAdams – Ci sei Dio? Sono io, Margaret (Are You There, God? It's Me, Margaret)
- Da'Vine Joy Randolph – The Holdovers - Lezioni di vita (The Holdovers)

### Miglior serie rivelazione - formato lungo
- A Small Light
- Intervista col vampiro (Interview with the Vampire)
- Dead Ringers
- The English
- The Last of Us
- Telemarketers

### Miglior serie rivelazione - formato breve
- Lo scontro (Beef)
- High School
- I'm a Virgo
- Rain Dogs
- Sciame (Swarm)

### Miglior interpretazione in una nuova serie
- Ali Wong – Lo scontro (Beef)
- Jacob Anderson – Intervista col vampiro (Interview with the Vampire)
- Dominique Fishback – Sciame (Swarm)
- Jharrel Jerome – I'm a Virgo
- Natasha Lyonne – Poker Face
- Bel Powley – A Small Light
- Bella Ramsey – The Last of Us
- Chaske Spencer – The English
- Rachel Weisz – Dead Ringers
- Steven Yeun - Lo scontro (Beef)

### Cultural Icon & Creator Tribute
- Maestro

### Icon & Creator Tribute for Innovation
- Ferrari

### Icon & Creator Tribute for Social Justice
- Rustin

### Visionary Icon & Creator Tribute
- Air - La storia del grande salto